# Kathrin Razum
Kathrin Razum (* 12. März 1964 in Frankfurt am Main) ist eine deutsche Übersetzerin.

## Kurzbiographie
Kathrin Razum studierte an der Ruprecht-Karls-Universität Heidelberg, wo sie den Magisterabschluss in Anglistik und Geschichte erwarb, und an der Louisiana State University in Baton Rouge, USA.
Während ihrer akademischen Ausbildung arbeitete sie als freie Lektorin im Palmyra Verlag in Heidelberg; durch diese Tätigkeit kam sie zum Übersetzen. Seit Anfang der 1990er Jahre arbeitet sie hauptberuflich als freie Literaturübersetzerin. Zu den von ihr übersetzten Autoren gehören Susan Sontag, Edna O’Brien, V. S. Naipaul, Rebecca Solnit, Katie Kitamura, Hilary Mantel (Brüder) und Laird Hunt. Kathrin Razum übersetzt unter anderem für den Hanser Verlag, Hoffmann & Campe, dtv, btb, Nagel & Kimche, Steidl und Diogenes.
Neben ihrer Übersetzertätigkeit war sie von 1995 bis 2000 Lehrbeauftragte am Anglistischen Seminar an der Universität Heidelberg und von 1997 bis 2008 Redakteurin der Zeitschrift Übersetzen, einer Fachzeitschrift des VdÜ (Verband deutschsprachiger Übersetzer literarischer und wissenschaftlicher Werke).
Kathrin Razum lebt bei Heidelberg.